# Le Fils de Sinbad
Pour plus de détails, voir Fiche technique et Distribution.
Le Fils de Sinbad (Son of Sinbad) est un film américain réalisé par Ted Tetzlaff en 1955.

## Synopsis
Sinbad et son ami Omar vont être exécutés pour avoir pénétré dans le harem du calife et Sinbad doit sauver Bagdad des griffes du cruel Tameriane. C'est à ce moment que Tamerlan menace la ville de destruction. Sinbad, aide des filles des quarante voleurs, met l'ennemi en déroute. Il sera pour cela gracié et lui et Omar pourront épouser les filles de leurs rêves.

## Fiche technique
- Titre français : Le Fils de Sinbad
- Titre original : Son of Sinbad
- Réalisateur : Ted Tetzlaff
- Scénariste : Aubrey Wisberg
- Producteur : Robert Sparks
- Compositeur : Victor Young
- Société de production : RKO Radio Pictures aux États-Unis.
- Producteur exécutif : Howard Hughes
- Directeur de la photographie : William E. Snyder
- Costumes : Michael Woulfe
- Montage : Roland Gross et Frederic Knudtson
- Format : Couleur (Technicolor) - 1,33:1 – Son monophonique (Westrex Recording System) sur 35 mm.
- Année de production : 1955
- Genre : Aventure maritime
- Durée : 78 minutes
- Date de sortie : 27 juin 1956 aux États-Unis
- Sortie en France : 27 juillet 1956.
- Pays d'origine : États-Unis

## Distribution
- Dale Robertson  (VF : Michel Roux) : Sinbad
- Vincent Price : Omar
- Sally Forrest : Ameer
- Leon Askin  (VF : Raymond Rognoni) : Khalif
- Lili St-Cyr : Nerissa
- Jay Novello : Jiddah
- Larry J. Blake : Samit
- Ian MacDonald  (VF : Raymond Loyer) : Murad
- James Griffith : guide arabe
- Robert J. Wilke : Musa
- Mari Blanchard : Kristina
- Gus Schilling  (VF : Camille Guérini) : Jaffir
- Raymond Greenleaf  (VF : Gérard Férat) : Simon
- Donald Randolph  (VF : Jean-Henri Chambois) : conseiller

Acteurs non crédités
- John George : un marchand
- Dolores Michaels : une jeune femme du harem
- Peter Julien Ortiz